# С-300Ф «Форт»
С-300Ф «Форт» (за класифікацією НАТО — SA-N-6 Grumble, експортне найменування — «Риф») — зенітний ракетний комплекс морського базування з установкою вертикального пуску, призначений для знищення високошвидкісних, маневрених та малорозмірних цілей у всьому діапазоні висот від надмалих до великих. Головний конструктор — Євгеній Тітов.

## Історія

ЗРК «Форт» на ВПК Азов

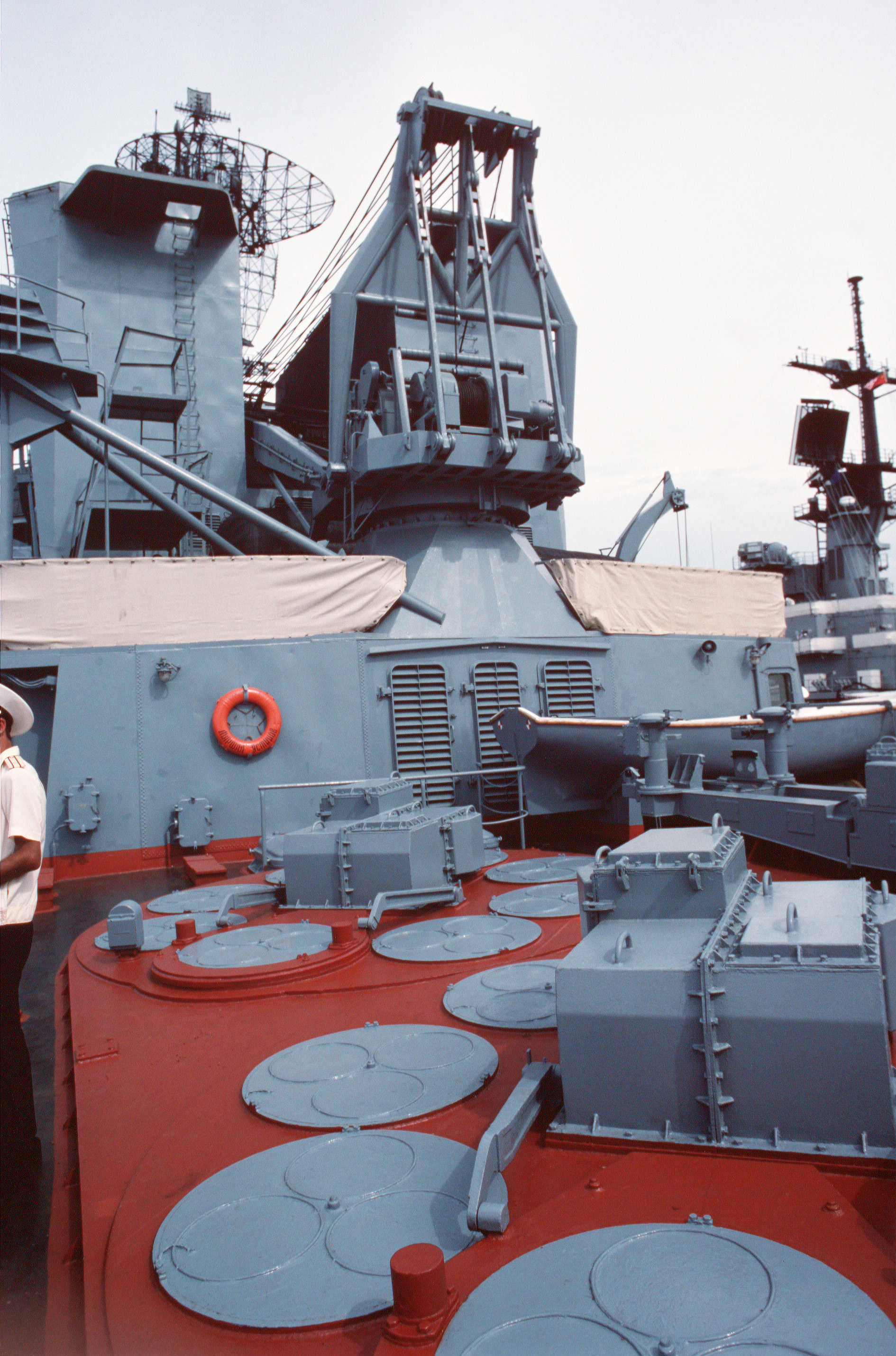
Пускова установка ЗРК «Форт»

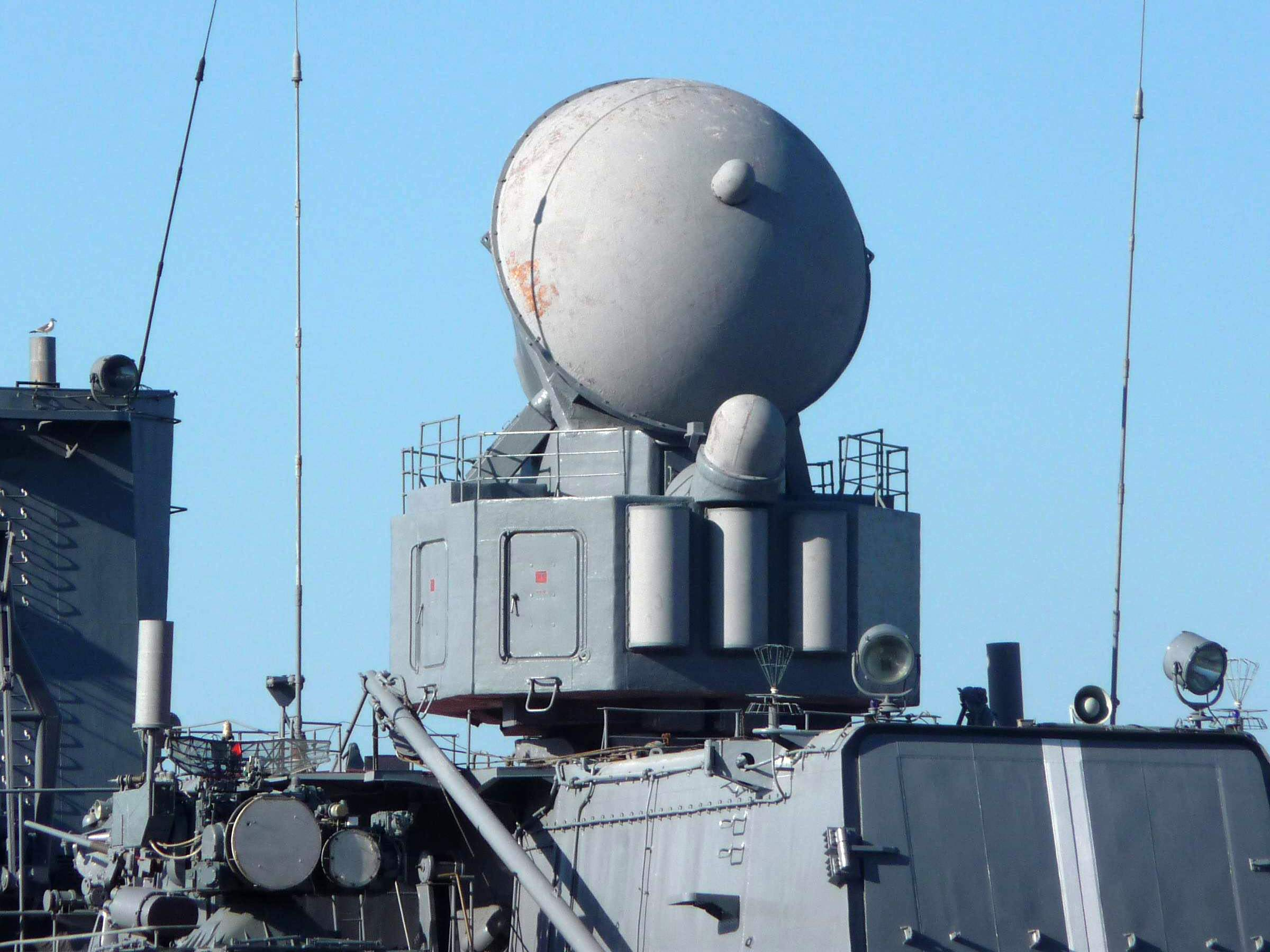
Радіолокаційна станція системи управління вогнем 3Р41

Створювався на базі сухопутної ЗРС С-300П, прийнятої на озброєння у 1980 році. Призначався для озброєння ракетних крейсерів проєктів 1144 та 1164, а також нереалізованого проєкту 1165.
Головний розробник — ВНИИ РЭ МСП (надалі перетворений на НВО «Альтаїр» рос. Альтаир), головний конструктор — В. О. Букатов. Аванпроєкт виконано у 1966 році. У 1977 року дослідний зразок ЗРК вперше встановлено на великому протичовновому кораблі «Азов» проєкту 1134-Б. «Азов» спочатку будувався за модифікованим проєктом із заміною кормової установки ЗРК «Шторм» на новий ЗРК. На момент будівництва ЗРК «Форт» ще не був готовий і рік корабель проходив без неї. До складу дослідного зразка входила пускова установка із шести барабанів (всього 48 ракет) та система управління 3Р41.
У 1983 році на крейсері «Кіров» (проєкт 1144) були завершені державні випробування комплексу. Офіційне прийняття на озброєння відбулося 1984 року.

## Конструкція

### Установка вертикального пуску
Установки вертикального пуску ЗРК «Форт» — підпалубні, револьверного типу. Випускалися у двох модифікаціях: Б-203 на шість та Б-204 на вісім барабанів. Кожен барабан розрахований на вісім ракет у транспортно-пускових контейнерах, що вертикально встановлюються на направляючих. Один із контейнерів завжди знаходиться під пусковим люком. Після виходу ракети барабан автоматично повертається на 1/8 повного обороту та виводить на лінію старту чергову ракету. Забезпечуваний інтервал стрільби — 3 секунди. Перезаряджання пускової установки здійснюється спеціальним палубним зарядним пристроєм. Установки Б-203 та Б-204 займають площу 120 та 166 квадратних метрів відповідно.

## Електронне устаткування
Управління ракетою здійснює система управління вогнем 3Р41, основу якої складає багатофункціональний радар з фазованими антеними решітками. Наведення за кутом місця — електронне, за азимутом — механічне (поворотом антенного поста) і електронне (відхилення променя за допомогою фазованої антенної решітки).

## Ракети

### Старт
Пуск ракети здійснюється із вертикально розташованого транспортно-пускового контейнера. При старті контейнер наддувається пороховим акумулятором тиску, у результаті руйнується ослаблена радіальними канавками композиційна кришка контейнера. Одночасно спрацьовує розташована всередині контейнера катапульта, яка викидає ракету на висоту близько 20 м. Катапульта є пневматичними циліндрами зі штоками, з'єднаними внизу ракети.
Після виходу з контейнера розкриваються аеродинамічні керуючі поверхні. На висоті 20 м, коли швидкість ракети зменшується до нуля, включається маршовий двигун і газодинамічні керма, які орієнтують ракету в просторі і розвертають її в бік цілі.

### 5В55РМ
Зенітна керована ракета 5В55РМ — твердопаливна ракета вертикального старту, виконана за нормальною аеродинамічною схемою з газодинамічною системою відхилення. Наводиться на ціль комбінованою системою управління — радіокомандною на маршевій ділянці і радіокомандною із супроводом через ракету на термінальному. Ціль уражається осколково-фугасною бойовою частиною масою 130 кг з радіолокаційним підривником.
Ракети зберігаються в герметичних транспортно-пускових контейнерах та розміщуються у підпалубних установках вертикального пуску. Вертикальний старт ракети здійснюється з контейнерів пневматичним катапультувальним пристроєм. Маршовий двигун запускається після виходу ракети з контейнера на висоті 20-25 м від палуби.
Гарантується працездатність ракети на транспортно-пускових контейнерах протягом 10 років без технічного обслуговування. Перезаряджання установок вертикального пуску здійснюється з використанням палубного зарядного пристрою.
Ракета уніфікована із ракетою 5В55Р наземного ЗРК С-300П.

### 48Н6
На крейсері «Адмірал Нахімов» (третій корабель проєкту 1144) було встановлено удосконалений варіант комплексу (С-300ФМ), в якому було використано ракету 48Н6 з бойовою частиною спрямованого типу, уніфіковану із сухопутним комплексом С-300ПМ. Ракета перевершує за габаритами 5В55РМ, для неї була розроблена пускова установка Б-203А. Ракета 48Н6 має максимальну дальність ураження до 150 км, але існуюча на 1993 рік система управління допускала дальність тільки 93 км.
Експортний варіант ракети називається 48Н6Е.
Час роботи твердопаливного ракетного двигуна — до 12 с. Після розгону до швидкості 1900—2100 м/с та закінчення палива ракета летить за інерцією.
Ракета розроблена НВО «Факел» та випускається підприємством «Ленінградський Північний завод» та ММЗ «Авангард».

### 48Н6E2
На крейсері «Петр Великий» (четвертий корабель проєкту 1144) крім модернізованого кормового комплексу з 48 ракетами 48Н6 встановлено новий носовий комплекс С-300ФМ «Форт-М» з 48 ракетами 48Н6Е2.
Ракета 48Н6E2 уніфікована з аналогічною ракетою, що застосовується у наземному комплексі С-300ПМУ2. Далека межа зони ураження збільшена до 200 км. Підвищено ефективність перехоплення балістичних ракет із забезпеченням підриву бойової частини цілі.

### 9М96
У перспективі можлива подальша модернізація «Форту» з використанням зенітних ракет сімейства 9М96 розробки КБ «Факел». У стандартному транспортно-пусковому контейнері ЗРК «Форт» міститься 4 таких ракети, що у 4 рази збільшує боєкомплект ЗРК.

## Недоліки
ЗРК «Форт» став першим у світі корабельним ракетним комплексом, який використовував для зберігання та запуску ракет установку вертикального пуску. Застосування установки вертикального пуску дозволило значно збільшити темпи стрільби (до 3 секунд на один пуск) і скоротити час підготовки ЗРК до стрільби. Проте явні переваги нової системи пуску поєднувалися з непродуманими конструкторськими рішеннями.
Замість розробки установок стільникового типу (цим шляхом пішли США, Франція, Англія та інші країни), під приводом зменшення розмірів та кількості отворів у палубі було вирішено застосувати револьверні установки. У револьверній установці ракети знаходяться в барабані, що обертається, по 6-8 контейнерів з ракетами в одному барабані з одним пусковим люком на кожен барабан, тому для пуску наступної ракети необхідно повернути барабан, щоб черговий контейнер зайняв позицію під пусковим люком.
У результаті маса пускової установки в порівнянні з стільниковими установками вертикального пуску Mk 41, що з'явилися пізніше в США, виявилася при однаковій ємності в 2-2,5 рази більшою, а обʼєм — в 1,5 рази більше. Наприкінці 1980-х років розпочалися роботи зі створення радянських стільникових установок вертикального пуску, однак до розвалу СРСР ці роботи не були завершені.
Частина антенного поста системи управління вогнем 3Р41, що обертається, включала в себе не тільки антену, але й високочастотний блок, що збільшило масу обертових частин до 30 т і вимагало збільшення потужності силових приводів. Водночас, американські конструктори в деяких корабельних радарах з фазованою антенною решіткою (наприклад, AN/SPY-1) взагалі відмовилися від рухомих антен, розмістивши більшу їх кількість нерухомо на перебірках надбудови.
У результаті мінімальна водотоннажність корабля-носія ЗРК «Форт» виявилася 6500 т, і ЗРК розміщувався тільки на ракетних крейсерах.

## Модернізація
С-300ФМ «Форт-М» — оновлена версія системи, яка встановлюється лише на крейсерах класу 1144 «Орлан» (англ. Kirov class за класифікацією НАТО) і використовує ракети 48Н6, представлені в 1990 році. Максимальна швидкість цілей була збільшена до 1800 м/с. Вага боєголовки була збільшена до 150 кг. Радіус ураження був збільшений до 5-93 км (ракета 48Н6 має максимальну дальність ураження до 150 км, але система управління, що існувала на 1993 рік, допускала дальність тільки 93 км), а діапазон висоти до 25 м — 25 км. Нові ракети використовують систему наведення через РЛС ракети та можуть перехоплювати балістичні ракети малого радіусу дії. Експортна версія називається «Риф-М». Цією системою озброєні китайські есмінці типу 051С.
Обидві корабельні системи можуть включати інфрачервону систему наведення для зменшення уразливості від перешкод. Також ракеті дозволяється знищувати цілі за межами видимості радара, такі як військові кораблі або протикорабельні ракети.
На крейсері «Петро Великий», крім модернізованого кормового комплексу для використання ракет 48Н6, встановлено новий носовий комплекс С-300ФМ «Форт-М» з новим антенним постом. У процесі модернізації комплексу «Форт-М» на цьому крейсері ракети 48Н6 були замінені на сучасніші 48Н6Е2 з максимальною дальністю пуску 200 км та покращеними характеристиками ураження балістичних цілей (ракети уніфіковані з сухопутним комплексом С-300ПМУ2). Через конструктивні особливості нового варіанту боєкомплект ракет зменшили на 2 рокети до 46 одиниць. Таким чином, крейсер «Петр Великий» озброєний одним комплексом С-300Ф із 48 ракетами 48Н6 та одним комплексом С-300ФМ із 46 ракетами 48Н6Е2.

## Характеристики
У таблиці наведено тактико-технічні характеристики ЗРК «Форт»:
| Характеристика                              | Тип ракети                      | Тип ракети                      | Тип ракети                      |
| Характеристика                              | 5В55РМ                          | 48Н6E                           | 48Н6Е2                          |
| ------------------------------------------- | ------------------------------- | ------------------------------- | ------------------------------- |
| Рік взяття на озброєння                     | 1984                            |                                 |                                 |
| Зона ураження за дальністю (ракета)         | 5-75 км                         | 5-150 км                        | 5-200 км                        |
| Зона ураження за дальністю (ЗРК)            | 5-75 км                         | 5-90 км                         |                                 |
| Зона ураження за висотою (ракета)           | 25-25 000 м                     | 10-27 000 м                     | 10-27 000 м                     |
| Зона ураження за висотою (ЗРК)              | 25-25 000 м                     | 25-25 000 м                     |                                 |
| Швидкість польоту зенітної керованої ракети | до 2000 м/с                     | до 2100 м/с                     |                                 |
| Швидкість цілі                              | 50-1300 м/с                     | до 3000 м/с                     |                                 |
| Кількість цілей, що супроводжуються         | до 6                            | до 6                            | до 6                            |
| Кількість одночасно наведених ракет         | до 12                           | до 12                           | до 12                           |
| Наведення на маршевій ділянці               | радіокомандне                   | радіокомандне                   | радіокомандне                   |
| Наведення на термінальній ділянці           | система управління через ракету | система управління через ракету | система управління через ракету |
| Довжина зенітної керованої ракети           | 7,25 м                          | 7,5 м                           | 7,5 м                           |
| Діаметр корпусу зенітної керованої ракети   | 0,508 м                         | 0,519 м                         | 0,519 м                         |
| Розмах крила                                | 1,124 м                         | 1,134 м                         | 1,134 м                         |
| Маса зенітної керованої ракети              | 1664 кг                         | 1900 кг 1800 кг                 | 1840 кг                         |
| Маса бойової частини                        | 130 кг                          | 143 кг 145 кг                   | 180 кг                          |
| Тип бойової частини                         | осколково-фугасна               | осколково-фугасна               | осколково-фугасна               |
| Довжина транспортно-пускового контейнера    | 8,0 м                           |                                 |                                 |
| Діаметр транспортно-пускового контейнера    | 1,0 м                           |                                 |                                 |
| Маса транспортно-пускового контейнера       | 2300 кг                         | 2580 кг                         |                                 |
| Тип двигуна                                 | твердопаливний ракетний двигун  | твердопаливний ракетний двигун  | твердопаливний ракетний двигун  |
| Маса зенітної керованої ракети              | > 200 т                         | > 200 т                         | > 200 т                         |

## Установки на кораблях
Кораблі, що в строю ВМФ РФ:
- Ракетні крейсери проєкту 1144 — 12 пускових С-300Ф (94 ракет). На крейсері «Петро Великий» 48 ракет С-300Ф та 46 ракет С-300ФМ.
- Ракетні крейсери проєкту 1164 — 8 пускових С-300Ф (64 ракети).
- Ескадрені міноносці типу 051С[en] — 6 пускових С-300ФМ (48 ракет).

Кораблі, виведені зі складу ВМФ РФ:
- ВПК проєкту 1134-БФ «Форт» — 6 пускових С-300Ф (48 ракет).

Знищені кораблі:
- Ракетний крейсер «Москва» — 8 пускових С-300Ф (64 ракети).